# Andersonerpeton
Andersonerpeton longidentatum
Genre
Espèce
Synonymes
- Hylerpeton (en) longidentatum Dawson, 1876

Andersonerpeton est un genre fossile d'aïstopodes (des amphibiens sans pattes) ayant vécu au Bashkirien (milieu du Carbonifère) en Nouvelle-Écosse, au Canada. Il est connu à partir d'une seule mâchoire, qui partage une combinaison inhabituelle de caractéristiques à la fois d'autres aïstopodes et de poissons tétrapodomorphes très anciens. Andersonerpeton est donc important pour soutenir un nouveau système de classification qui postule que les aïstopodes ont évolué beaucoup plus tôt que prévu. Le genre contient une seule espèce, Andersonerpeton longidentatum, qui était auparavant considérée comme une espèce du genre de microsaures Hylerpeton (en).

## Histoire
L'espèce type A. longidentatum a été décrite en 1876 par John William Dawson sur la base de RM 2.1129, une mandibule gauche. Ce fossile provient des falaises fossilifères de Joggins (en), un site de Nouvelle-Écosse célèbre pour ses gisements fossiles datés du Bashkirien, premier étage du Pennsylvanien, sous-système de la période carbonifère. A. longidentatum s'appelait à l'origine Hylerpeton longidentatum, car Dawson le considérait comme une nouvelle espèce du microsaure Hylerpeton (en), distincte de l'espèce-type Hylerpeton dawsoni.

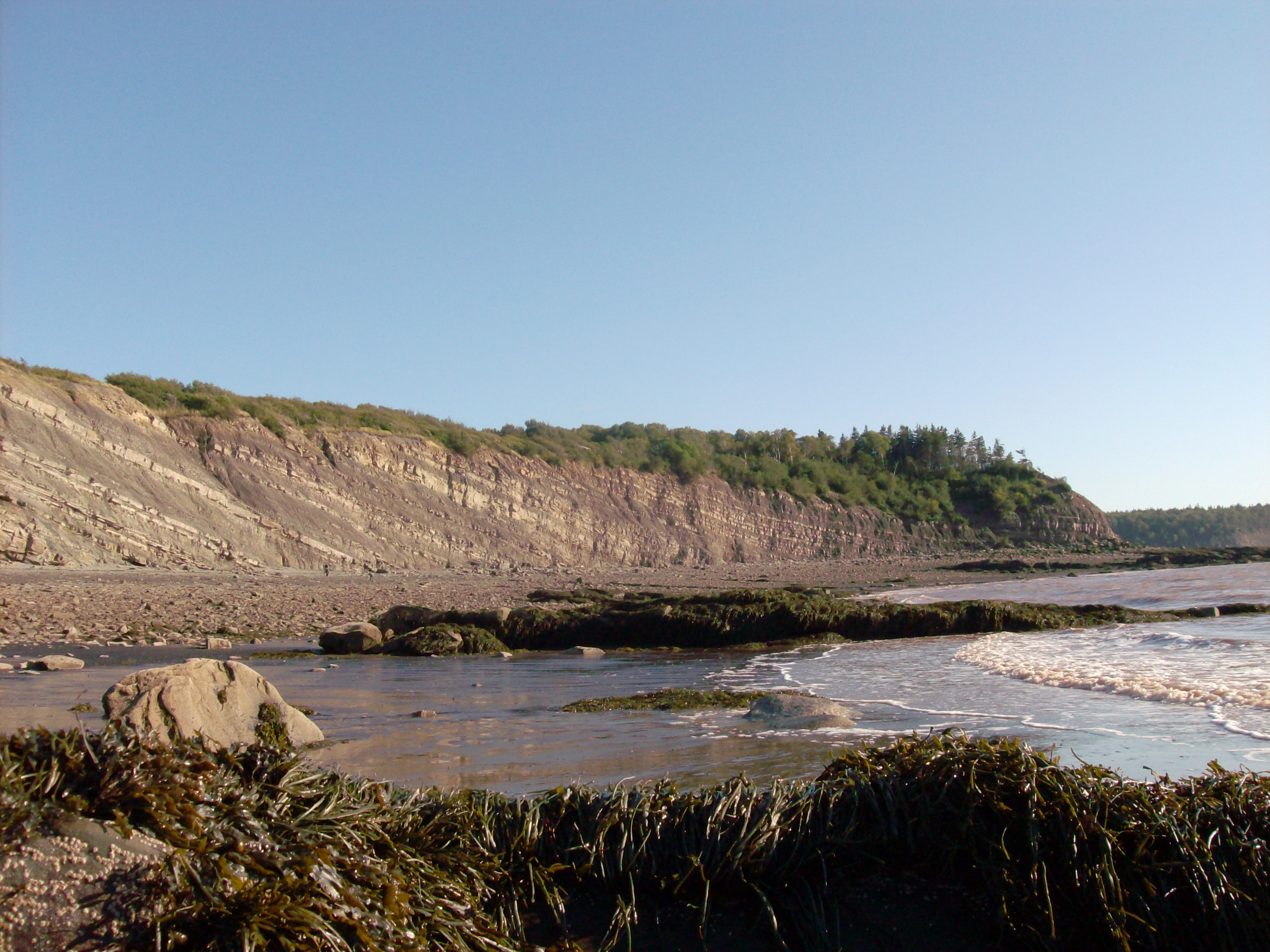
Les falaises du site fossilifère de Joggins.

Steen (1934) et Carroll (1966) ont remis en question le placement microsaurien de H. longidentatum, mais n'ont pas émis de jugement sur son statut taxonomique, bien que Carroll (1966) ait noté des similitudes avec les sarcoptérygiens non-tétrapodes,. Pardo et Mann (2018) ont démontré que H. longidentatum appartient au clade des tétrapodes sans membres Aistopoda et l'ont renommé Andersonerpeton en l'honneur de Jason S. Anderson, qui a contribué à une meilleure compréhension de la morphologie et de la phylogénie des aïstopodes.

## Description
La partie préservée de la mandibule est lisse, mince et relativement large, courbée vers le haut au niveau de la région parasymphysaire (menton). L'os principal de la mâchoire, le dentaire, possède une seule rangée de longues dents incurvées, appelées dents marginales. Ces dents sont faiblement attachées à l'os sous-jacent, ce qui leur permettait de se replier vers l'arrière. Cette capacité est également observée chez certains serpents et chez les aïstopodes oestocéphalides (en), trahissant les affinités d’Andersonerpeton avec les aïstopodes. De façon inhabituelle, ces dents ont également une structure interne en forme de labyrinthe, formellement connue sous le nom de pliage labyrinthique. Ce type de structure est connu chez les grands tétrapodes labyrinthodontes et leurs ancêtres tétrapodomorphes, mais unique chez les aïstopodes.
A l'intérieur par rapport aux dents (du côté de la langue), la surface supérieure de la mandibule a cinq os en forme de plaques : une plaque parasymphysaire au menton, un os adsymphysaire directement derrière, et une chaîne de trois os coronoïdes directement derrière l'os adsymphysaire (voir la photo et le dessin (c)). Ces cinq os sont recouverts de minuscules bosses en forme de dents appelées denticules. Des crocs plus gros, semblables aux dents marginales, étaient également présents sur certains de ces os : les premier et deuxième coronoïdes ont chacun deux de ces crocs à leur coin externe avant et le l'os parasymphysaire a un seul grand croc au milieu. Des denticules supplémentaires peuvent avoir été présents sur l'os dentaire, qui présente quelques petites bosses sur la surface externe de la région parasymphysaire. S'il s'agit de vrais denticules, cela serait une caractéristique étonnamment « primitive », car elle est généralement considérée comme ayant été perdue très tôt dans l'évolution des tétrapodes (précisément, après l'évolution d’Elginerpeton). Les crocs parasymphysaires et coronoïdes proéminents sont également plus compatibles avec les tétrapodes primitifs qu'avec les autres aïstopodes. Andersonerpeton a aussi une particularité partagée à la fois par certains aïstopodes et certains tétrapodes souches : une plaque longitudinale d'os directement sous les coronoïdes, connue sous le nom d’« ossification meckelienne ».

## Classification
Les dents repliables uniques indiquent qu'Andersonerpeton est un aïstopode, car ces dents sont également observées dans les genres Coloraderpeton (en) et Oestocephalus (en), mais pas chez d'autres tétrapodes avant l'apparition des serpents au Crétacé. De plus, la mandibule est lisse et large, comme celle de la plupart des aïstopodes. Cependant, par de nombreuses autres caractéristiques, cette mandibule ressemble étroitement à des tétrapodes précoces apparentés comme Elginerpeton. Il s'agit notamment de la disposition des dents et des denticules sur les os parasymphysaires et coronoïdes, ainsi que des dents marginales labyrinthiques. La présence possible de denticules sur le dentaire à côté de la rangée de dents est particulièrement significative, car ceux-ci sont présents chez de nombreux poissons tétrapodomorphes mais complètement absents chez les vertébrés à quatre membres, sauf les premiers, Elginerpeton étant considéré comme le dernier animal connu à avoir possédé une telle caractéristique. Dans l'ensemble, Andersonerpeton semble combler un fossé entre les tétrapodes et les aïstopodes.
Ce schéma de classification contraste avec les interprétations traditionnelles des aïstopodes formant un groupe appelé Lepospondyli avec des animaux comme Diplocaulus et les microsaures, qui sont presque toujours considérés comme membres du groupe-couronne des tétrapodes. Cependant, l'idée que les aïstopodes se sont séparés du rameau des tétrapodomorphes beaucoup plus tôt que d' autres lépospondyles a été renforcée par certaines analyses, comme une étude de 2017 de la boîte crânienne de Lethiscus (en), considéré comme l'aïstopode le plus « primitif »  avant le renommage d'Andersonerpeton.